# Johann Koller

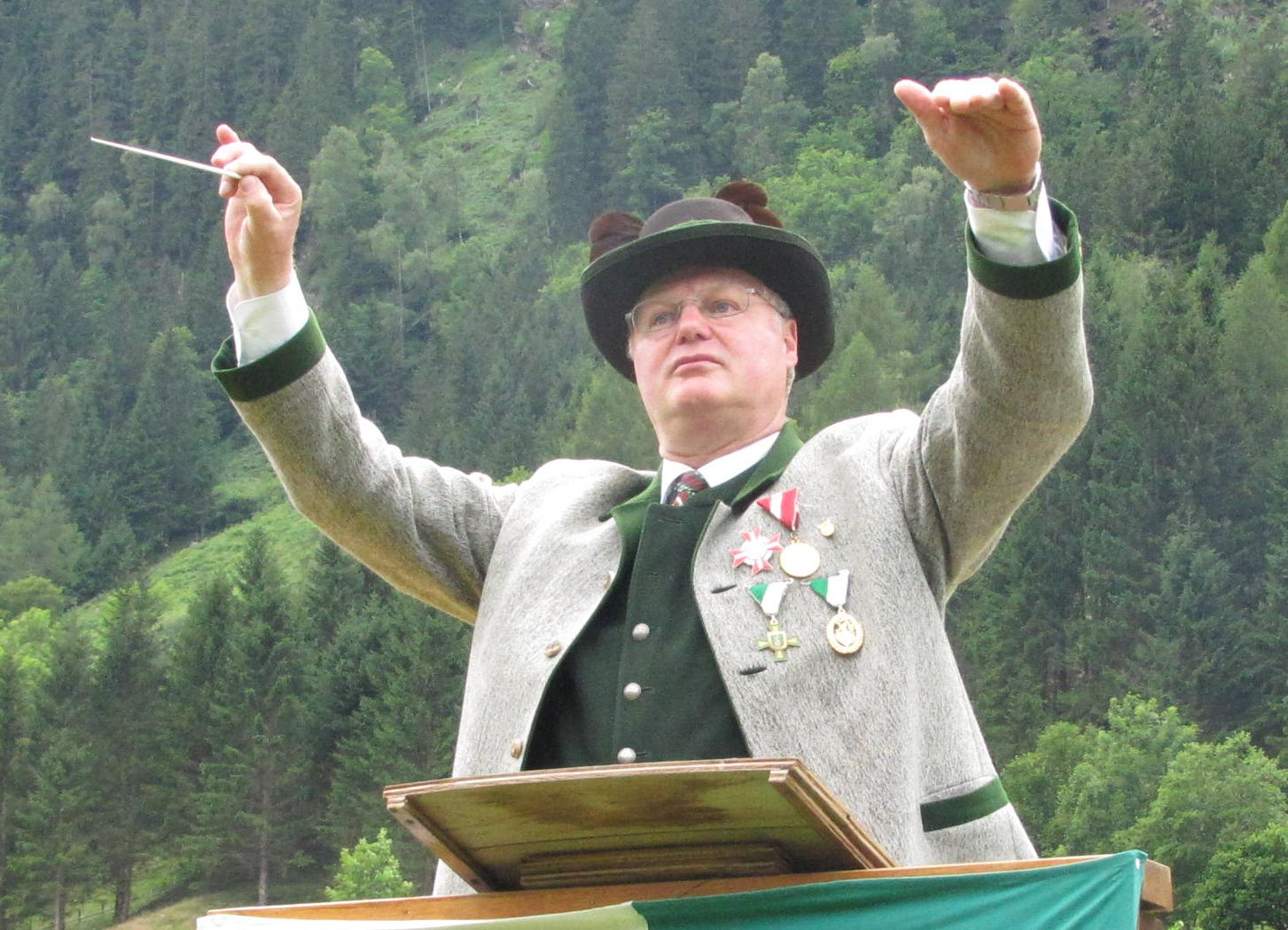
Johann Koller

Johann (Hans) Koller (Kleinsölk, 17 januari 1955 – 24 december 2021) was een Oostenrijkse componist, dirigent, organist, trompettist en muziekuitgever.

## Levensloop
Koller kreeg trompetles in de muziekschool in Gröbming. Hij werd in 1975 trompettist in de militaire muziekkapel van de Oostenrijkse deelstaat Stiermarken. Gedurende deze periode studeerde hij HaFa-directie aan de Universität für Musik und darstellende Kunst in Graz. Als trompettist werkte hij in verschillende ensembles en groepen en gingen op concertreizen door Europa en de Verenigde Staten. Hij werkte verder als koorleider en organist aan diverse kerken respectievelijk voor kerkkoren. Van 1976 tot 2008 was hij dirigent van de Musikverein Kleinsölk. Vanaf 1991 was hij tweede dirigent van de federatie van blaasorkesten in de regio Gröbming en sinds 2000 Bezirkskapellmeister. 
Als componist was Koller grotendeels autodidact en schreef werken voor harmonieorkest, ensembles en kleinere muziekgroepen met zang. In 1981 won hij een wedstrijd voor de compositie van de herkenningsmelodie voor de Wereldkampioenschappen alpineskiën in Schladming. In 1998 richtte hij een eigen opnamestudio en een eigen muziekuitgeverij op. Daarnaast werd hij een veel gevraagd jurylid bij wedstrijden van de blaasmuziekfederaties. Door de Oostenrijkse Bondspresident Heinz Fischer werd hij met de Gouden Medaille voor Verdienste voor de Republiek Oostenrijk onderscheiden en op 24 augustus 2009 tot professor benoemd.
Hij overleed plotseling vlak voor Kerst 2021 op 66-jarige leeftijd.

## Composities

### Werken voor harmonieorkest
- 99er Marsch
- Alpenklang - Marsch
- Chorale celebrare
- Da Summa is aus i...
- Danket alle Gott, mis voor harmonieorkest
- Dem Licht entgegen, treurmars
- Der Ennstaler, mars
- Ein Herz für´s Steirerland, mars
- Ein Hoch der Blasmusik, mars
- Festmusik, fanfare en koraal
- Feuerwerkspolka
- Harre meine Seele
- Hohenauer-Marsch
- In die Berg bin i gern
- Jubelklang-Marsch
- Jubiläumsmarsch
- Liberty Marsch
- Lipizzaner Polka
- Mein Sonnenschein, polka
- Pax vobiscum
- Schladminger WM-Marsch
- Schnauferl Polka
- Sölktal Marsch
- So nimm denn meine Hände
- Vivat Austria
- Wartberger Musikantenmarsch

### Kamermuziek
- Abenrot am See wals voor klarinet, 2 bugels/trompetten, bariton/trombone, tuba
- Almwiesenwalzer, voor klarinet, 2 bugels/trompetten, bariton/trombone, tuba
- Schladminger WM-Marsch, voor klarinet, 2 bugels/trompetten, bariton/trombone, tuba
- Schwalbenflug Polka, voor klarinet, 2 bugels/trompetten, bariton/trombone, tuba